# Johannes Conen
Johannes Conen (* 12. September 1944 in Venlo, Niederlande; † 25. Dezember 2019 in Trier) war ein niederländischer Maler, Bühnen- und Kostümbildner, Videogestalter, Regisseur, Szenograph und Musiker.

## Leben
Conen studierte an der Academy Eindhoven. Nach seinem Studium beschäftigte er sich mit Malerei, konzipierte Ausstellungen und gründete 1967 das Theater Mikroskoop, leitete ein Ensemble, das sich frei und experimentell mit Theater im weitesten Sinne beschäftigte, inszenierte, schrieb Stücke und Hörspiele und arbeitete als Bühnenbildner.
Ab 1976 war Johannes Conen u. a. als Schauspieler am Deutschen Schauspielhaus in Hamburg engagiert und als Regisseur und Referent in Nürnberg tätig. Seit 1985 ist er als Szenograf, Kostümbildner, Video- und Lichtdesigner tätig. Stationen im deutschsprachigen Raum waren unter anderem die Ruhrfestspiele Recklinghausen, das Schauspiel Nürnberg, die Staatstheater in Oldenburg, Braunschweig, Wiesbaden, Karlsruhe und Darmstadt, die Komische Oper Berlin, die Deutsche Oper Berlin, die Wiener Staatsoper, die Oper Leipzig, das Nationaltheater Mannheim und die Salzburger Festspiele.
Im Herbst 2002 wurde er als Professor für Design in den digitalen Medien an die Hochschule Trier berufen. 2005 gründete er mit der Schauspielerin Martina Roth das "bbt bewegtbildtheater". 
Von 2005 bis 2008 war er Gründungsdekan des Fachbereichs Gestaltung, einer Zusammenlegung von fünf früheren Fachbereichen. 2009–2014 übernahm er das Fach Mediale Szenografien, der theatrale und performative Raum.

## Werke
- 1993 Opernhaus Leipzig Uraufführung DIENSTAG aus LICHT von Karlheinz Stockhausen : Bühnen-, Kostüm-, Licht- und Videobild.
- 1996 Opernhaus Leipzig. Uraufführung von FREITAG aus LICHT von Karlheinz Stockhausen : Bühnen-, Kostüm-, Licht- und Videobild.
- 2003 Salzburger Festspiele Uraufführung von DÜFTE – ZEICHEN aus der Oper SONNTAG aus LICHT von Karlheinz Stockhausen : Bühnen-, Kostüm- und Lichtbild.
- 2004 Donaueschinger Musiktagen und ZKM Karlsruhe. Uraufführung von LICHTBILDER aus der Oper SONNTAG aus LICHT von Karlheinz Stockhausen : Bühnen-, Kostüm-, Licht- und Videobild.
- Neun und Eins nach dem Roman Die Wellen von Virginia Woolf, ein Bewegtbild-Theater von Johannes Conen und Martina Roth, Voraufführung Herbst 2006, Premiere 2. Februar 2007 im Grand Théâtre de Luxembourg, Koproduktion: Grand Théâtre de Luxembourg, Institut Pierre Werner, Théàtre Municipal Esch sur Alzette, Centre des Arts Pluriels Ettelbruck und Bewegtbild-Theater.
- Fermé, ein Bewegtbild-Theater von Johannes Conen und Martina Roth In der Reihe „ni vu ni connu“, Uraufführung 5. Januar 2007, Koproduktion: Kulturhauptstadt 2007, Théâtre Centaure Luxembourg und Bewegtbild-Theater.
- ANTIGONE.STIMMEN von Martina Roth nach Sophokles. Koproduktion Grand Théâtre de Luxembourg, Stadttheater Fürth und bbt bewegtbildtheater. Uraufführung 12. Mai 2009 im Grand Théâtre Luxembourg Deutsche Erstaufführung 19. März 2010 im Stadttheater Fürth.
- La Notte von Danya Segal und Philippe Talard, Musica Alta Ripa. Szenografie und Film, Cinemaxx Hannover, Cinema 1 Braunschweig, Cinemaxx Göttingen (23.–25. August 2010)
- Herzkeime. Gedichte von Nelly Sachs und Vertonungen von Selma Meerbaum‐Einsinger Gedichten. Schauspiel und Gesang: Martina Roth. Bewegtbild, Komposition und Gitarre: Johannes Conen 'bbt' bewegtbildtheater. Premiere 17. Februar 2011 Synagoge Schweich.
- STAUB. Ein Bewegtbildtheaterabend von Martina Roth und Johannes Conen. Mit Martina Roth. Kostümbild Ute Kuntzsch. Regie, Szenografie und Bewegtbild Johannes Conen Uraufführung 12. Mai 2012 Grand Théâtre Luxembourg. Deutsche Erstaufführung 24. Mai 2012 Stadttheater Fürth.
- SUSANNA. Ich bin ein Kontinent, ein musikalisches Schauspiel nach der Erzählung Susanna von Gertrud Kolmar. Martina Roth: Gesang, Schauspiel. Johannes Conen: Bewegtbilder, Vertonungen, Gitarre. Kostümbild: Ute Kuntzsch. Uraufführung 22. Mai 2014 Tufa Trier.
- DIE FRAU UND DIE STADT. Eine Nacht im Leben der Gertrud Kolmar von Gerlind Reinshagen. Martina Roth: Schauspiel, Dramaturgie. Johannes Conen: Inszenierung, Bühne, Bewegtbild. Kostümbild: Ute Kuntzsch. Uraufführung 16. Juni 2015 Les Théâtres de la Ville de Luxembourg. Deutsche Erstaufführung 26. Juni 2015 Stadttheater Fürth. Schweizer Erstaufführung 13. Februar 2016 Theater Chur.